# 耶爾瓦布埃納 (圖庫曼省)
26°49′S 65°19′W / 26.817°S 65.317°W

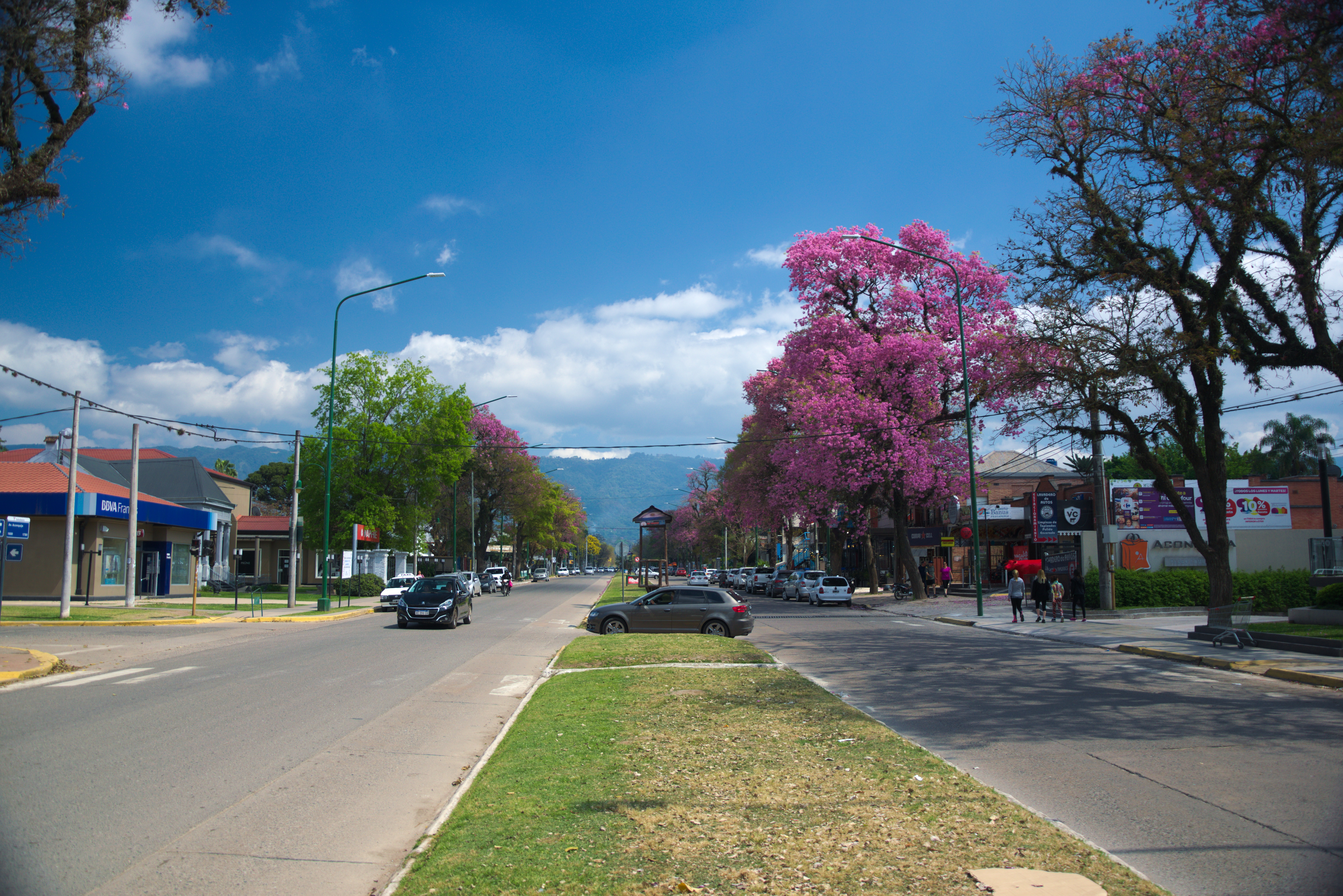
耶爾瓦布埃納

耶爾瓦布埃納（西班牙語：Yerba Buena），是阿根廷的城鎮，位於該國西北部圖庫曼省，是耶爾瓦布埃納縣的首府，毗鄰聖米格爾-德圖庫曼，海拔高度465米，2001年人口41,245。